# قلعه لوئاره
قلعه لوآره یک قلعه و صومعه به سبک رمانسک است که در نزدیکی شهری به همین نام در استان اوئسکا در منطقه خودمختار آراگون اسپانیا واقع شده است. این قلعه یکی از قدیمی‌ترین قلعه‌های اسپانیا است.

## تاریخچه
این قلعه عمدتاً در طول قرن‌های ۱۱ و ۱۳ میلادی ساخته شده است، زمانی که موقعیت آن در مرز بین سرزمین‌های مسیحی و مسلمان به آن اهمیت استراتژیک می‌داد. اولین پروژه از دو برنامه بزرگ ساختمانی حدوداً در سال ۱۰۲۰ آغاز شد، زمانی که سانچو ال‌مایور (۹۴–۱۰۶۳) سرزمین‌های اطراف قلعه را از مسلمانان پس‌گرفت.

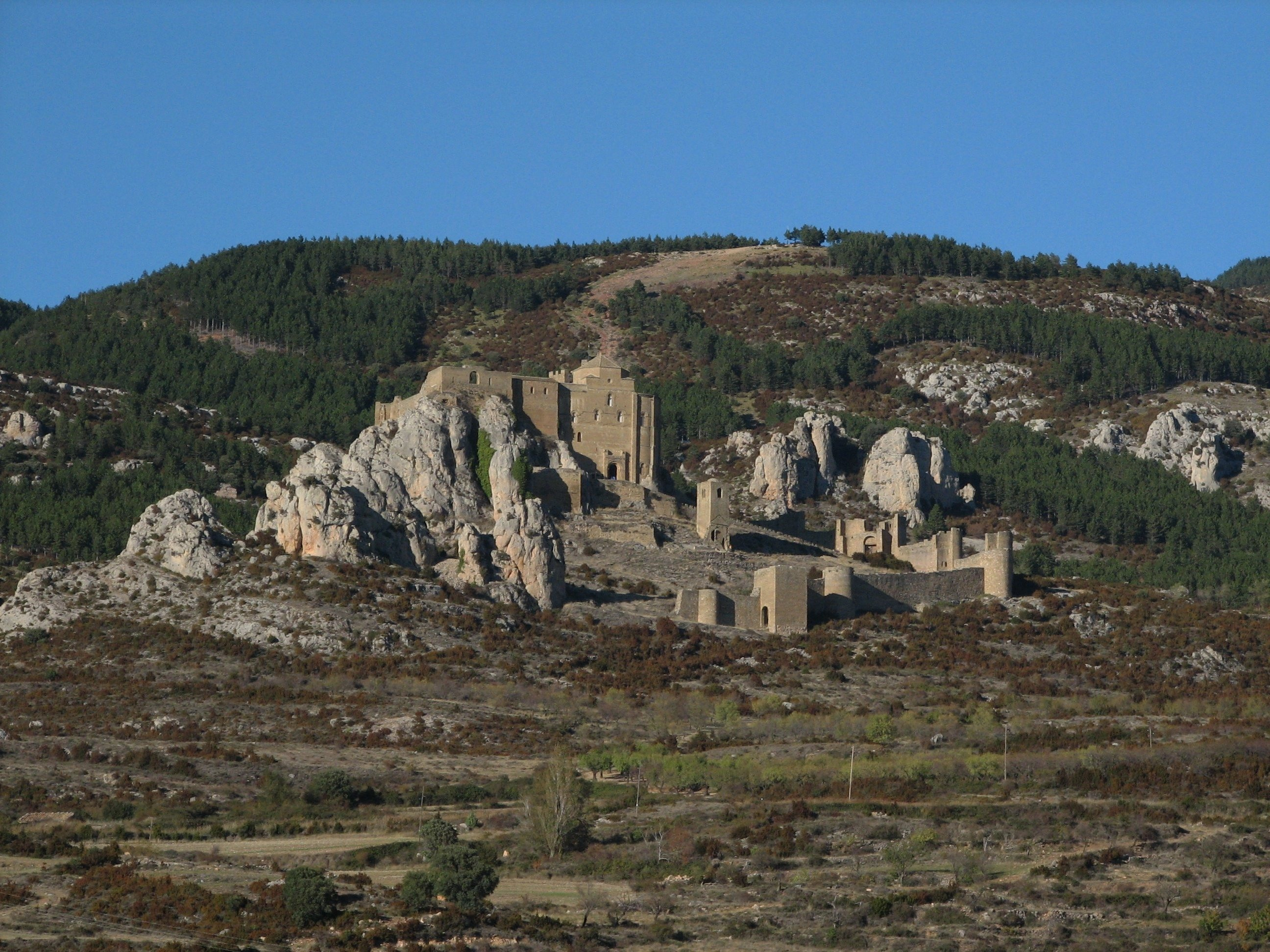
نمای دور از مجموعه در سال ۲۰۰۵

پس از سال ۱۰۷۰، لوئاره اهمیت فزاینده ای پیدا کرد. در سال ۱۰۷۳، پادشاه سانچو رامیرس جامعه ای از شوالیه‌های آگوستینی را تأسیس کرد و از لوئاره برای فتح اوئسکا در سال ۱۰۹۴ آماده شد. با این حال، در سال ۱۰۹۷، جانشین او، پیتر اول آراگون و ناوارا، تمام کالاهای لوئاره را به صومعه سلطنتی جدید در مونته‌آراگون وقف کرد. این شواهد نشان می‌دهد که دومین برنامه ساخت‌وساز بزرگ بین سال‌های ۱۰۷۳ و ۱۰۹۷ انجام شد و ظاهراً بسیاری از ساختمان‌ها به این دوره مربوط می‌شوند. با این حال، در مقایسه با سایر بناهای تاریخی، همچنین مشخص است که برنامه ساختمانی و تزئینی تا قرن دوازدهم ادامه یافت.
این مکان در فیلم حماسی قلمرو بهشت محصول ۲۰۰۵ ظاهر شده بود.

## معماری
موقعیت قلعه بر روی یک رخنمون صخره ای بر طرح تأثیر گذاشت. وجود یک ساختار واحد امکان‌پذیر نبود و مانند بسیاری از قلعه‌ها، لوئاره مجموعه ای از ساختمان‌ها بود که توسط دیوارهای پرده‌ای محصور شده بودند. در اصل طرح داخلی شامل دو برج و یک نمازخانه در پشت چندین دیوار پرده‌ای بود. در اواخر قرن یازدهم، کلیسای کوچک دیگری به سبک رمانسک درست در خارج از دیوارهای قلعه ساخته شد.
بیرونی‌ترین دیوارهای قلعه و هشت برج آن در قرن سیزدهم یا چهاردهم ساخته شده‌اند. کلیسا و قلعه مورد بازسازی‌های متعددی قرار گرفته‌اند که یکی از آنها در سال ۱۹۱۳ انجام شد و بازسازی‌های بعدی، به ویژه در دهه ۱۹۷۰، منجر به مرمت بسیاری از دیوارها و برج‌هایی شد که از بین رفته بودند.
حداقل سه برج که دو تای آنها باقی مانده‌اند، نگهدارنده (Torre del Homenaje) و «برج ملکه» (Torre de la Reina) و همچنین کلیسای کوچکی که به سنت ماری از والورده اختصاص داده شده و دیوارهای متصل به این کمپین نسبت داده شده است. این انبار به صورت ایزوله در مقابل استحکامات ساخته شده بود که توسط یک پل چوبی به آن متصل می‌شد. شامل یک زیرزمین و پنج طبقه بود. Torre de la Reina شامل یک زیرزمین و سه طبقه است، به ویژه برای سه مجموعه پنجره دو قوس، با ستون‌هایی اغراق‌آمیز و سرستون‌های ذوزنقه‌ای که به هر دو فرم معماری لومباردی و مستعربی مربوط می‌شود. نمازخانه از یک شبستان تک سلولی تشکیل شده است که با یک اپید شرقی با طاق نیم دایره ای پوشیده شده است. سقف چوبی اولیه شبستان با یک طاق در اواخر قرن یازدهم جایگزین شد.

## کتابشناسی
- R. del Arco: El castillo-abadía de Loarre, Semin. A. Aragon. , xiii?xv (1968), pp. 5?36
- F. Iñiguez Almech: Las empresas constructivas de Sancho el Mayor: El castillo de Loarre, Archv Esp. A. , xliii (1970), pp. 363?73
- A. Canellas-López and A. San Vicente: Aragon Roman, Nuit Temps (La Pierre-qui-vire, 1971)
- A. Duran Gudiol: El castillo de Loarre (Saragossa, 1971)
- J. F. Esteban Lorente, F. Galtier Martí and M. García Guatas: El nacimiento del arte románico en Aragón: Arquitectura, Investigaciones de Arte Aragonés (Saragossa, 1982)
- J. E. Mann: San Pedro at the Castle of Loarre: A Study in the Relation of Cultural Forces to the Design, Decoration and Construction of a Romanesque Church (diss. , New York, Columbia U. , 1991)
- Stalley, Roger (1999), Early Medieval Architecture, Oxford History of Art, Oxford: Oxford University Press, ISBN 0-19-210048-3